# Eerst grijs dan wit dan blauw
Eerst grijs dan wit dan blauw è un romanzo pubblicato nel 1991 in prima edizione olandese e in seguito tradotto in numerose altre lingue dalla scrittrice olandese Margriet de Moor.

## Storia
Eerst grijs dan wit dan blauw è il romanzo di Margriet de Moor scritto dopo Dubbelportret, del 1989 ed è stato pubblicato nel 1991 dalla casa editrice Contact di Amsterdam. L'illustrazione di copertina è stata realizzata dal marito dell'autrice, Heppe de Moor, uno sfondo dipinto di grigio-blu con tre strisce verticali di diverso colore: grigio, bianco e blu brillante. Nel febbraio 1994 il libro era arrivato alla sua ventunesima ristampa.

## Descrizione
Il libro inizia con una citazione del compositore Arnold Schönberg relativa al suo in tedesco Ich fühle Luft von Anderem Planeten, Quartetto per archi in fa diesis minore. Come il quartetto il romanzo è composto da quattro parti. L'autrice racconta delle relazioni di quattro adulti (due coppie), che sembrano impotenti nei loro contatti sociali quasi quanto un adolescente goffo. Le coppie sono formate da Nellie ed Erik, e da Robert e Magda. I primi due conducono un'esistenza tranquilla e non spettacolare mentre la relazione tra Robert e Magda è molto diversa, a tratti dirompente. Magda se ne andrà senza preavviso, ritornerà molto più tardi producendo conseguenze tragiche.
- Prima parte. Questa parte è scritta dal punto di vista di Erik, un professionista di mezza età, felicemente sposato da anni con Nellie, che gestisce una gioielleria. Vivono in una località balneare sulla costa del Mare del Nord. Hanno un figlio autistico e molto dotato che si avvicina ai vent'anni. Erik è tendenzialmente pigro e si considera una persona insignificante ma, ad un certo punto, acquista una visione diversa di se stesso da quando tradisce Nellie per la prima volta nella sua vita con Magda, la moglie del suo vecchio compagno di scuola. Quando va al lavoro prova soddisfazione perché dopo il temporale sia più fresco rispetto alle settimane prima ma quando improvvisamente prima vede il vecchio cane di Magda e poi scopre che Magda è stata pugnalata a morte il mondo gli crolla addosso. Suo marito Robert è seduto accanto a lei, stordito, con un coltello. Mentre Erik chiama la polizia e attende l'ambulanza, ripensa alla sua amicizia d'infanzia con Robert e ai pigiama party con Nellie, il figlio e lui in Francia, dove Robert si era affermato come pittore dopo il matrimonio. Quando la polizia gli chiede se ritiene che il matrimonio dell'amico sia stato infelice, risponde negativamente.[2]
- Seconda parte. Qui è il punto di vista di Robert che viene spiegato. Tutto inizia il giorno dopo che torna a casa da un viaggio d'affari e scopre che sua moglie se n'è andata. Non ha lasciato un messaggio. Robert è qualcuno che fin dalla sua giovinezza prende decisioni radicali da un momento all'altro e infatti aveva abbandonato gli studi di giurisprudenza per diventare pittore. Aveva molte amiche ma non voleva assolutamente essere legato. In Canada aveva incontrato Magda e all'improvviso si è trovato così innamorato da sposarla e portarla in Francia, dove acquista una piccola fattoria nelle Cévennes e si afferma come pittore. Dipinge ossessivamente l'ambiente circostante e Magda. Quando Magda vuole un figlio, lo avverte come una minaccia. Seguono tre aborti di Magda. Robert è sempre più convinto che Magda gli stia nascondendo delle cose e si sente tradito da lei. Anche la sua vena creativa entra in crisi e così si trasferiscono nei Paesi Bassi e vanno a vivere nella casa dei genitori di Robert. Magda studierà l'olandese e diventerà una traduttrice. Robert si lancia con nuova energia in una nuova impresa e decide di salvare l'azienda di famiglia, un'acciaieria, e, anche grazie ad un ottimo aiuto, riesce nel suo proposito. Riprende anche i suoi rapporti con altre donne. Durante i due anni in cui Magda resterà lontana, lui si abituerà alla sua assenza senza esserne felice. Poi all'improvviso Magda torna e si comporta come se non fosse successo nulla. All'inizio lui lo accetta, ma quando lei resta in silenzio, la domanda su dove sia stata in quei due anni comincia a tormentarlo e ossessionarlo sempre di più.[2]
- Terza parte. Qui è Magda parla, dal momento della sua partenza fino al giorno prima del ritorno. Sebbene non abbia fatto prima alcun progetto visita i luoghi in cui ha vissuto, a ritroso. Nelle Cévennes incontra un uomo che si nasconde tra le montagne e con il quale trascorre nove mesi. In Canada ottiene un lavoro e una proposta di matrimonio da un astronomo che si innamora di lei, ma non resta neppure in Canada. Intende continuare il suo viaggio nel tempo della sua vita e quindi torna dalla sua famiglia a Berlino, dove lei e sua madre vissero dopo la guerra. Infine arriva alla conclusione del viaggio arrivando al suo villaggio natale in Cecoslovacchia, dove visse con il padre ebreo ceco e la madre tedesca finché suo padre non fu catturato dai nazisti. Qui viene riconosciuta da un'amica d'infanzia e resta con lei finché non riesce più ad affrontare il ricordo traumatico del tradimento di suo padre. Decide così di tornare a casa e pensa di riuscire a non creare fastidi se deciderà di non raccontare quello che ha fatto, tenendolo per sé [2]
- Parte quarta. La quarta parte inizia con Nellie che si sveglia e si chiede cosa indossare al funerale di Magda. Pensa alla sua amica e ammette con se stessa di quanto fosse arrabbiata con Magda perché anche a lei non aveva detto dove era stata quei due anni nei quali era sparita. Si rende conto che di recente anche i rapporti tra lei e il figlio Gaby la stanno disturbando. Dopo la nascita di Gaby, quando il figlio incontra Magda per la prima volta, le sue le mani si sono strette a lungo a quelle da Magda. Ad un certo punto i medici dicono alla preoccupata Nellie che Gaby è mentalmente ritardato. Lui tuttavia impara a leggere e scrivere in un asilo nido e Nellie pensa che sia intelligente nell'evitare cose che non vuole. Sviluppa una passione per le previsioni del tempo, la luna e le stelle. Magda lo aiuta con le mappe stellari e richiede opuscoli da osservatori stranieri che poi gli traduce. Tra Gaby e Magda si sviluppa qualcosa di simile all'amicizia. Quando Magda muore, Nellie e Gaby vanno a comprare vestiti neri. Sulla via del ritorno, Gaby tira fuori il posacenere per Nellie mentre si accende una sigaretta. Nellie lo immagina seduto accanto a lei a parlare e poi segue il monologo di Gaby. Lui racconta che il suo ambiente è opprimente. Non vuole stabilire rapporti e a volte ha reazioni opposte, come disgusto o rico. gaby preferisce la notte quando può guardare le stelle da solo attraverso il suo telescopio. Nellie cerca di non preoccuparsi delle sue notti insonni. Si chiede come si comporterà Gaby al funerale di Magda.[2]

Un monologo di Gaby conclude il libro, smentendo a prima vista la citazione del quartetto d'archi. In effetti le parti diventano cinque. In realtà Schönberg, in un secondo quartetto composto tra il 1907 e il 1908, aggiunse un assolo di soprano agli ultimi due movimenti e la citazione proviene dal testo del terzo movimento, l'inizio della poesia Entrückung del poeta tedesco Stefan George. Non ci sono quindi solo quattro, ma cinque. Così le parti del libro danno la parola non a quattro ma a cinque personaggi principali, le due coppie più il figlio della prima coppia. I pensieri di un adololescente autistico sono un esperimento letterario e questo elemento si lega all'avanguardia musicale del quartetto d'archi, che, a parte l'aggiunta del soprano, è il primo quartetto di Schönberg in cui abbandona la tonalità. Anche il verso stesso della poesia citata è notevole. Sentire l'aria di un altro pianeta è normalmente impossibile ma poterlo fare supera i confini tradizionali. Il mondo dei pianeti è il mondo di Gaby. Quando era ancora piccolo, alla madre fu detto anche di immaginare che lui provenisse da un altro pianeta dove il nostro spazio, il nostro tempo, le nostre convenzioni non valgono. Il cerchio si chiude col completamento della quinta voce, diversa dalla altre quattro. Ed è la voce più sperimentale che si esplica nella rappresentazione dei pensieri di un ragazzo autistico.

## Edizioni

### Edizione originale in olandese
- (NL) Margriet de Moor, Eerst grijs, dan wit, dan blauw: roman, Amsterdam, Uitg. Contact, 1992, OCLC 917683561.

### Edizioni in altre lingue
- (FR) Margriet de Moor, Gris d'abord puis blanc puis bleu: roman, traduzione di Marie Hooghe, Paris, R. Laffont, 1993, OCLC 31144557.
- (DA) Margriet de Moor, Først gråt, så hvidt, så blåt: roman, traduzione di Tim Kane, København, Samleren, 1993, OCLC 69407119.
- (ES) Margriet de Moor, Gris, blanco, azul, traduzione di Alma Amell, Barcelona, D.L., Emecé, 1993, OCLC 434003555.
- (NO) Margriet de Moor, Først grått så hvitt så blått: roman, traduzione di Eva Paasche, Oslo, Gyldendal, 1993, OCLC 66285731.
- (DE) Margriet de Moor, Erst grau dann weiss dann blau: Roman, traduzione di Heike Baryga, München, Deutscher Taschenbuch Verlag, 1995, OCLC 68841685.
- (RU) Margriet de Moor, Seroe, beloe, goluboe: roman, traduzione di S. Knjazʹkova, Moskva, Raduga, 1996, OCLC 71519938.
- (SQ) Margriet de Moor, Në fillim gri, pastaj e bardhë, pastaj blu, traduzione di Virgjil Kule, Petrit Ymeri, Tirana, Dituria, 1996, OCLC 68715848.
- (CS) Margriet de Moor, Šedá, bílá, modrá, traduzione di Magda De Bruin-Hüblová, Praha, Mladá fronta, 2000, OCLC 44526183.
- (EL) Margriet de Moor, Próta gkrízo, metá áspro, metá mple: muthistórēma, traduzione di Alíkē. Mpaláska, Athēna, Ekd. Patákē, 2002, OCLC 71576726.

## Riconoscimenti
Il libro è stato premiato nel 1992 con il Bookspot Literatuurprijs.